# Paul Egli
Paul Egli (Dürnten, 18 augustus 1911 - Dürnten, 23 januari 1997) was een Zwitsers professioneel wielrenner. 

## Biografie
Egli was professioneel wielrenner van 1933 tot 1947. In het jaar van zijn profdebuut werd hij eerst nog wereldkampioen op de weg bij de amateurs op het WK in het Franse Montlhéry. Een jaar eerder was hij bij het WK in Rome tweede geworden in deze discipline.
Hij staat bekend als de eerste Zwitser die de gele trui droeg in de Ronde van Frankrijk van 1936. Hij veroverde deze trui in zijn eerste Tour door in de eerste etappe de grote Franse wielrenner Maurice Archambaud te verslaan. Hij behield de trui slechts één dag en moest deze een dag later aan diezelfde Archambaud afstaan. Hij zou die Tour niet uitrijden, in de 10e etappe moest hij opgeven.
Een andere opvallende prestatie van Egli was zijn tweede plaats bij het wereldkampioenschap wielrennen op de weg in 1938 in Valkenburg. Een jaar eerder was hij ook al eens derde geworden op deze discipline tijdens het WK 1937 in Kopenhagen. 
Egli staat bekend als de ontdekker van de Zwitserse wielerkampioen Ferdi Kübler.

## Overwinningen en andere ereplaatsen
1932
- 1e bij het Nationaal Kampioenschap Cyclo-Cross, amateurs en elite
- 2e bij het Wereldkampioenschap op de weg individueel, amateurs

1933
- 1e bij het Wereldkampioenschap op de weg individueel, amateurs

1934
- 1e in het Kampioenschap van Zürich
- 1e in de 3e etappe Ronde van Zwitserland
- 2e in de 1e etappe Critérium du Midi

1935
- 1e bij het Nationaal Kampioenschap op de weg, individueel, elite
- 1e in het Kampioenschap van Zürich

1936
- 1e bij het Nationaal Kampioenschap op de weg, individueel, elite
- 1e in de 1e etappe Ronde van Frankrijk
- Drager van de “gele trui” in de Ronde van Frankrijk (één dag)
- 1e in de 4e etappe deel a Ronde van Zwitserland
- 1e in de 4e etappe deel b Ronde van Zwitserland
- 4e bij het Wereldkampioenschap op de weg individueel, elite

1937
- 3e bij het Wereldkampioenschap op de weg individueel, elite
- 2e in de 1e etappe Ronde van Zwitserland
- 1e in de 3e etappe Ronde van Zwitserland
- 2e in Parijs-Nantes

1938
- 2e bij het Wereldkampioenschap op de weg individueel, elite
- 3e in de 3e etappe Ronde van Frankrijk

1940
- 1e bij het Nationaal Kampioenschap op de weg, elite

1941
- 1e in de Ronde van Bern
- 2e bij het Nationaal Kampioenschap op de weg, elite

1942
- 1e in het Kampioenschap van Zürich

## Resultaten in voornaamste wedstrijden
| Jaar | Ronde van Italië | Ronde van Frankrijk | Ronde van Spanje |
| ---- | ---------------- | ------------------- | ---------------- |
| 1934 |                  |                     |                  |
| 1936 |                  | opgave (1)          |                  |
| 1937 |                  | 29e                 |                  |
| 1938 |                  | 31e                 |                  |
| 1939 |                  |                     |                  |

| Jaar | Milaan-San Remo | Parijs-Roubaix |  | WK op de weg |
| ---- | --------------- | -------------- |  | ------------ |
| 1934 | 13e             | 30e            |  | 6e           |
| 1936 |                 |                |  | 4e           |
| 1937 |                 |                |  | ↑            |
| 1938 |                 |                |  | ↑            |
| 1939 |                 | 32e            |  |              |